# Hendrik Bate van Mechelen
Hendrik Bate of Baten (van Mechelen), ook gekend bij voornamen Henricus, Heinrich, Henri of Henry, of geheel gelatiniseerd tot Henricus Batenus (Mechliniensis), (Mechelen, 24 maart 1246 - Tongerlo, na 1310) was een  scholastisch filosoof, theoloog, astronoom, astroloog en musicus uit de Lage Landen .

## Levensloop
Bate studeerde tussen 1266 en 1272 aan de universiteit van Parijs, waar hij een leerling van Thomas van Aquino was. Hij specialiseerde zich in de antieke en Arabische filosofie en behaalde er het diploma maître ès-art. In 1273 ontving hij een beneficie bij het Sint-Romboutskapittel in zijn geboorteplaats. Hij nam deel aan het Tweede Concilie van Lyon in 1274 en sloot er vriendschap met Willem van Moerbeke.
Ondertussen bestudeerde hij de astronomie en meer in het bijzonder de astrolabia waarmee plaats en hoogte van een hemellichaam kan berekend worden als functie van de tijd. Met behulp van de joodse astronoom Hagin vertaalde hij een verhandeling over astrolabia van Abraham ibn Ezra uit het Hebreeuws. Hij schreef in 1274 het werk Magistralis compositio astrolabii dat opgedragen was aan Willem van Moerbeke. Hierin beschreef hij zijn ontwerp van een verbeterde versie van het astrolabium.
Vanaf 1280 was Bate verbonden aan het Sint-Lambertuskapittel van Luik. Hij werd cantor van de Sint-Lambertuskathedraal en in 1290 werd hij benoemd tot kanunnik. Hij was vanaf 1281 de leermeester van Gwijde van Avesnes, de broer van graaf Jan II van Avesnes. Voor Gwijde, die eveneens aan het Luikse kapittel verbonden was en die nood had aan een gedetailleerde uiteenzetting over een aantal filosofische kwesties van die tijd, schreef Bate tussen 1281 en 1305 zijn 23-delige hoofdwerk Speculum divinorum et quorundam naturalium. Hierin beschreef hij zijn metafysische onderzoeken in verband met het goddelijke en intellectuele wezens en de belangrijkste filosofische vragen uit die periode. Op sommige punten keert het werk zich af van de filosofie van zijn leermeester Thomas van Aquino. Nicolaas van Cusa gebruikte de geschriften van Bate als basis voor zijn coincidentia oppositorum, het overeenkomen van tegengestelde zaken in een oneindig ver punt, namelijk God.
In zijn werk Erroribus Tabularum Alphonsi beschreef hij de fouten die geslopen waren in de Alfonsijnse tabellen, het astronomische werk met tabellen om de positie van de zon en de maan en de planeten te berekenen ten opzichte van vaste sterren. Tussen 1285 en 1295 ontwikkelde hij astronomische tabellen die de naam Tabule Mechlinenses kregen. In 1292 was hij in Rome om de kandidatuur van Gwijde van Avesnes voor de Luikse bisschopszetel kracht bij te zetten bij de nieuwe paus die na de pausverkiezing volgend op de dood van paus Nicolaas IV zou verkozen worden. Terwijl de verkiezing liep, schreef hij commentaren op de oude astrologische werken van Ibn Ezra en Albumazar. Nadien trok hij via Spanje naar de Marokkaanse stad Fez waar hij de astrologie bestudeerde. Hij beschreef zijn bevindingen in Fez in het werk Liber introductorius ad judicia astrologiae.
Omstreeks 1309 trok Bate zich terug in de norbertijnerabdij van Tongerlo waar hij enige tijd later stierf.

## Werken
- Magistralis compositio astrolobii (1274)
- Tabulae Mechliniensis (1285-1295)
- Speculum divinorum et quorundam naturalium, 23 delen verdeeld in 558 kapittels, (1281-1305), heruitgegeven vanaf 1931 te Leuven door G. Wallerand en E. Van de Vyver
- Epistula ad Guidonem Hannoniae (Brief aan Gwijde van Avesnes)
- Erroribus Tabularum Alphonsi
- Liber introductorius ad judicia astrologiae